# Мальмгрен, Эрнфрид
Эрнфрид Карт Мальмгрен (швед. Ernfrid Cart Malmgren, 1899 −1970) — шведский эсперантист, деятель международного эсперанто-движения.

## Биография
По образованию учитель, с конца 1920-х годов вёл активную деятельность в эсперанто-движении. Организовал многочисленные курсы обучения эсперанто в Стокгольме как для шведов, так и для иностранцев, с 1928 по 1931 годы проводил курсы преподавателей эсперанто, в том числе при финансовой поддержке правительства. В период
1929—1931 годов Мальмгрен вместе с лидером эстонских эсперантистов Генриком Сеппиком организовывал туристические поездки из Швеции в Эстонию, в которых приняли участие большое количество эсперантистов.
В 1929—1931 годах Мальмгрен также был секретарём Шведской федерации преподавателей эсперанто, руководителем туристической эсперанто-ассоциации, руководил Шведским институтом эсперанто с 1930 года, а с 1931 года был секретарём Шведской эсперанто-федерации.
В 1934 году Мальмгрен был генеральным секретарём Всемирного конгресса эсперантистов в Стокгольме, на этом конгрессе был избран вице-президентом и членом правления Всемирной ассоциации эсперанто. В этой должности Мальмгрен занимался информационной работой, в своём доме в Стокгольме создал центр для продвижения эсперанто, который рассылал информационные бюллетени о состоянии международного эсперанто-движения, причём во время Второй мировой войны эти бюллетени рассылались даже в оккупированные страны.
После слияния Международной эсперанто-лиги и «женевской UEA» в 1947 году Мальмгрен стал президентом обновлённой UEA. В 1955 году был переизбран президентом UEA, но из-за проблем со здоровьем ушел в отставку в 1956 году. В 1962 году был удостоен звания почётного президента UEA.

## Публикации
- Esperanto kaj ĝia instruado en lernejoj (laŭ materialo de Somera Pedagogia Semajno en Kranjska Gora de 26a julio ĝis 1a aŭgusto 1957, red. Peter Zlatnar, antauparolo de E. Malmgren. - Jugoslavia Esperanto-Federacio, 1959. - 200 p.)
- La nuna stato de la instruado de la internacia lingvo en la lernejoj (Ivo Lapenna kunlabore kun E. Malmgren, D. Kennedy, 1963)
- Allas andra spraak Esperanto (1957)
- Amikaro adiaŭas amatan Stellan Engholm
- La Esperanto-Klubo: kial fondi ĝin, kiel fondi ĝin, kiaj estu la programoj (1933)
- Per kio ni amuzu nin? Societ- kaj dancludoj (de Jakob Rosenberg; Ernfrid Malmgren. - 1934
- Systematický kurs mezinárodního jazyka Esperanto (Henrik Seppik; Ernfrid Malmgren - en la ĉeĥan trad. Ladislav Krajc. 1938)
- Systematisk kurs i Esperanto (Henrik Seppik; Ernfrid Malmgren. - 1932)
- Esperanto keele süstemaatiline kursus (Henrik Seppik; Ernfrid Malmgren. - 1936)
- Sveda kantareto (1931)